# فرودگاه استرومن
فرودگاه استرومن (به انگلیسی: Storuman Airport) یک فرودگاه همگانی مسافربری (۲۰۰۹) با کد یاتا SQO است که یک باند فرود آسفالت دارد و طول باند آن ۲۲۸۳ متر است. این فرودگاه در کشور سوئد قرار دارد و در ارتفاع ۲۷۹ متری از سطح دریا واقع شده است.